# Vemo
Vemo (finska: Vehmaa) är en kommun i landskapet Egentliga Finland. Vemo har 2 271 invånare och har en yta på 202,09 km². Vinkkilä med 1 095 invånare är kommunens huvudort.
Vemo är en enspråkigt finsk kommun.

## Historia
Vemo kyrksocken torde ha tillkommit under 1200-talets andra kvartal. Socknen omnämns första gången år 1345. En kapellförsamling, Lokalax, bröts ut år 1490. Den medeltida gråstenskyrkan tillkom på 1400-talet och har en tornliknande byggnad jämte långhus, sakristia och vapenhus. Vid renoveringar har medeltida kalkmålningar påträffats och det finns ett flertal medeltida inventarier bevarade. Klockstapeln är från 1858.

## Geografi
Vattendraget Puttanjoki flyter igenom kommunen. Vid åns mynning ligger den medeltida gården Koskis. Gunnila och Korsnäs (fi. Ristinkylä) är ytterligare byar i kommunen. 

## Politik

### Mandatfördelning i Vemo kommun, valen 1976–2025
| 4 | 3 | 1 | 7 | 1 | 5 |

| 3 | 3 | 1 | 8 | 6 |

| 3 | 2 | 1 | 9 | 1 | 5 |

| 1 | 4 | 10 | 6 |

| 1 | 5 | 2 | 9 | 4 |

| 1 | 4 | 3 | 9 | 4 |

| 4 | 5 | 9 | 3 |

| 5 | 5 | 9 | 2 |

| 13 | 8 |

| 1 | 5 | 1 | 8 | 6 |

| 13 | 8 |

| 1 | 4 | 4 | 1 | 8 | 3 |

| 14 | 7 |

| 3 | 2 | 4 | 9 | 3 |

| 13 | 8 |

| 2 | 3 | 2 | 7 | 4 | 3 |

| 13 | 8 |

| 3 | 3 | 1 | 10 | 1 | 3 |

| 10 | 11 |

## Demografi

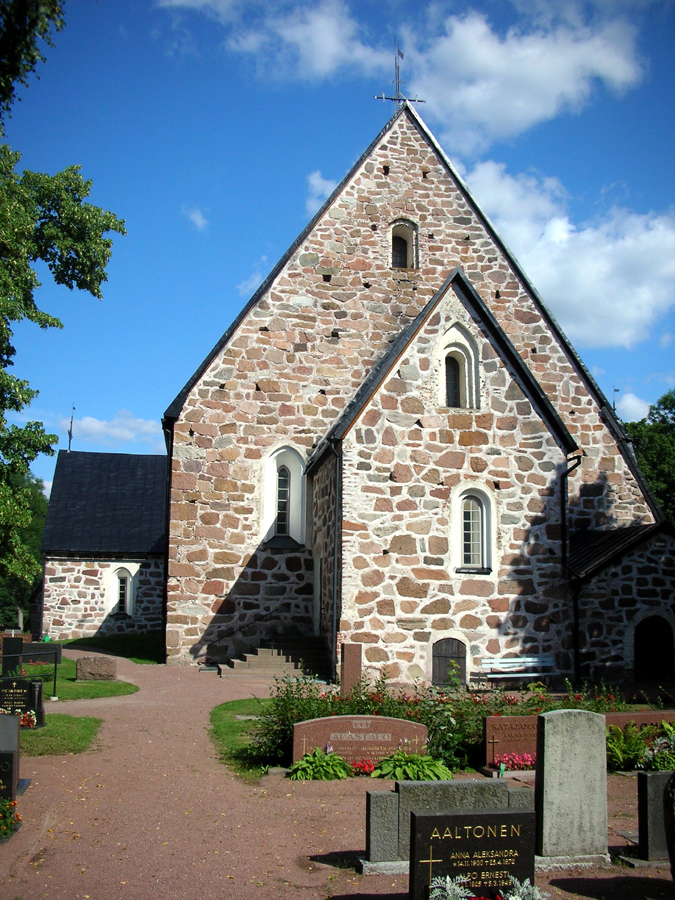
Vemo stenkyrka.

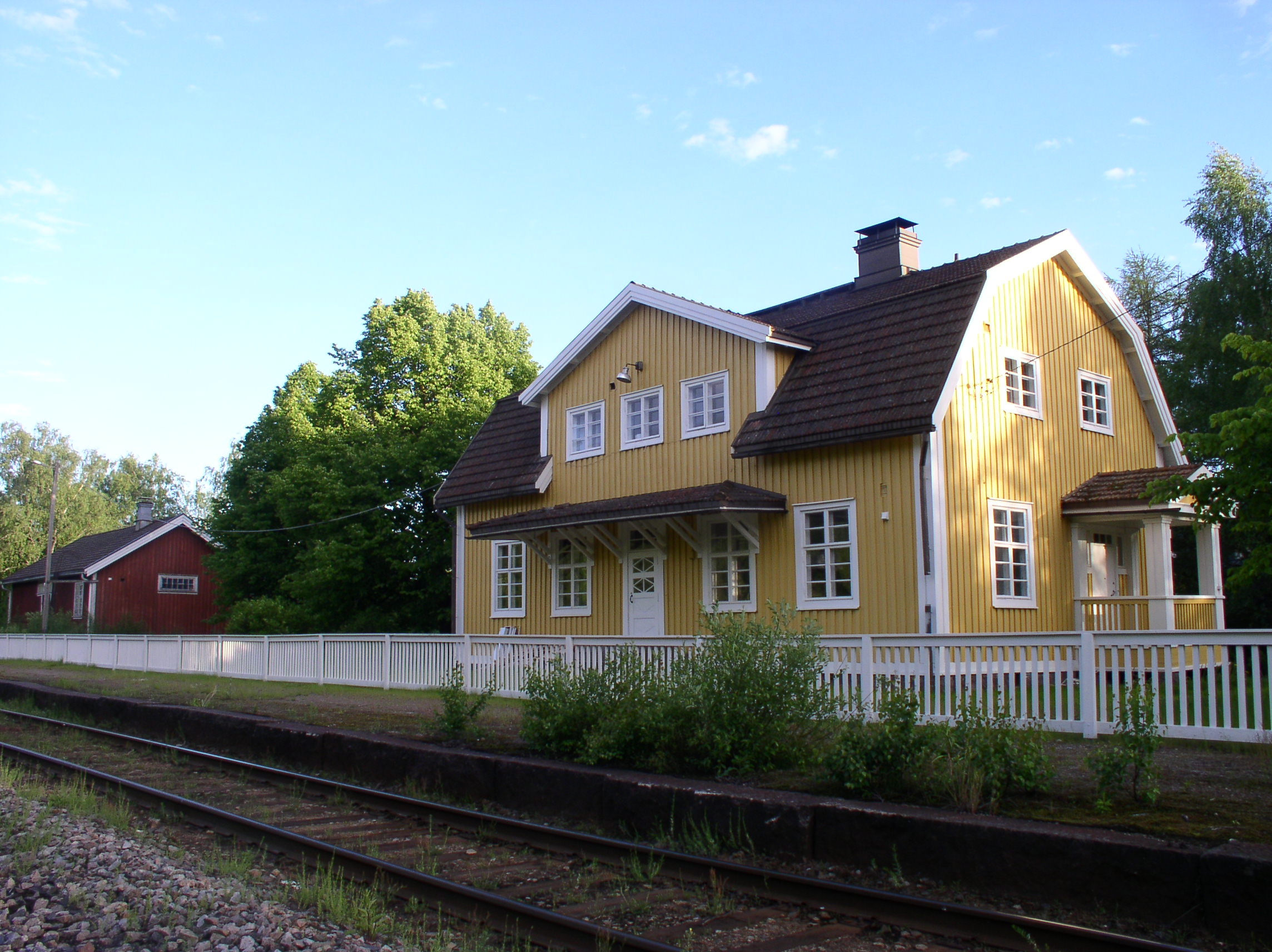
Vinkkilä järnvägsstation.

### Befolkningsutveckling
| Befolkningsutvecklingen i Vemo kommun 1975–2020                                                              | Befolkningsutvecklingen i Vemo kommun 1975–2020 | Befolkningsutvecklingen i Vemo kommun 1975–2020 | Befolkningsutvecklingen i Vemo kommun 1975–2020 | Befolkningsutvecklingen i Vemo kommun 1975–2020 |
| --- | ----------------------------------------------- | ----------------------------------------------- | ----------------------------------------------- | ----------------------------------------------- |
| |                                                 |                                                 |                                                 |                                                 |
| År |                                                 |                                                 | Folkmängd                                       |                                                 |
| 1975 | 1975                                            |                                                 | 3 153                                           |                                                 |
| 1980 | 1980                                            |                                                 | 2 951                                           |                                                 |
| 1985 | 1985                                            |                                                 | 2 844                                           |                                                 |
| 1990 | 1990                                            |                                                 | 2 777                                           |                                                 |
| 1995 | 1995                                            |                                                 | 2 634                                           |                                                 |
| 2000 | 2000                                            |                                                 | 2 539                                           |                                                 |
| 2005 | 2005                                            |                                                 | 2 464                                           |                                                 |
| 2010 | 2010                                            |                                                 | 2 378                                           |                                                 |
| 2015 | 2015                                            |                                                 | 2 276                                           |                                                 |
| 2020 | 2020                                            |                                                 | 2 292                                           |                                                 |
| Anm: Uppgifterna avser förhållandena den 31 december nämnda år enligt områdesindelningen den 1 januari 2022. |                                                 |                                                 |                                                 |                                                 |